# Коники (конструкция)
Коники — механическая конструкция, предназначенная для безопасной транспортировки цилиндрических стержней, иначе говоря труб (металлических и пластиковых), брёвен (лес-кругляк) и других подобных грузов.
Груз получается стойко зафиксированным в кузове грузового бортового автомобиля, автоприцепа, полуприцепа, гужевой повозки, грузового корабля либо грузового железнодорожного вагона, не скатывается и не меняет своего положения во время движения.
По типу конструкции представляют собой вертикальные стальные стойки различного сечения, монтируемые с обеих сторон бортов транспортного средства.
Коники обеспечивают дополнительную рентабельность и эффективность грузоперевозок.

## Классификация
- Исполнение:
  - П-образные коники
  - Разборные коники
  - Раздвижные коники
  - Лесовозные коники
  - Вставные коники
- Удержание груза:
  - зажимные;
  - незажимные (с обвязкой);
  - жёстко закреплённые;
  - поворотные (прицепы-роспуски);

## Незажимные сортиментовозные
Чаще всего представляет собой П-образную (перевёрнутую) сварную конструкцию из стального проката (швеллер, профильной трубы).
Исполнение коников: 4 коника, 2 коника (усиленные).
Иногда применяется сортиментовозная кассета, когда все коники сварены в единую конструкцию с целью : лёгкий монтаж-демонтаж на автомобилях, изначально не предназначенных для транспортировки леса.

## Размеры
На российских лесовозных автомобилях коники имеют габаритную ширину не более 2,55 метров (согласно ПДД).
В высоту они ограничены грузоподъёмностью автомобиля. Стандартом по длине сортиментов де-факто является диапазон 4,9 — 6,1 м, поэтому расстояние между кониками соответственное.

## Использование
- для сортиментов (брёвен);
- для хлыстов;
- для стальных труб;
- Фуры, прицепы.